# Лукас Качавенда
Лукас Качавенда (хорв. Lukas Kačavenda, нар. 2 березня 2003, Загреб) — хорватський футболіст, півзахисник загребської «Локомотиви» і молодіжної збірної Хорватії.

## Клубна кар'єра
Народився 2 березня 2003 року в Загребі. Вихованець юнацьких команд місцевих футбольних клубів «Кустошія», «Динамо» (Загреб) та «Локомотива».
У дорослому футболі дебютував 2021 року виступами за голвну команду «Локомотиви».

## Виступи за збірні
2021 року дебютував у складі юнацької збірної Хорватії (U-18).
Восени того ж 2021 року 18-річний на той час гравець був уперше викликаний до лав молодіжної збірної Хорватії. Влітку 2023 року поїхав у її складі на тогорічне молодіжне Євро, де виходивна поле у стартовому складі у двох іграх групового етапу, який хорватам не вдалося подолати.

## Статистика виступів

### Статистика виступів за збірну
Станом на 9 червня 2022 року